# Prostitution aux Tonga
La prostitution aux Tonga est l'ensemble des conditions de pratique de la prostitution aux Tonga ; pratique légale quoique les activités de racolage et de proxénétisme soient interdites par le Criminal Offences Act.

## Ampleur
L'ONUSIDA estime qu'il y a environ un millier de travailleuses et travailleurs du sexe dans le pays.

## Trafic sexuel
Les Tonga sont un pays de destination pour les femmes soumises à des réseaux de prostitution, et, dans une moindre mesure, un pays d'origine pour des femmes et enfants soumises au trafic sexuel dans leur propre pays. Des prostitués d'Asie de l'Est, et plus spécifiquement de Chine, sont exploitées dans des réseaux clandestins de prostitution; la méthode consiste à proposer à ces femmes un travail légal aux Tonga, apparemment très bien rémunéré, puis elles sont forcées à la prostitution en arrivant sur place.